# House Rules
Albums de Slaughterhouse
Welcome to: Our House
(2012)
House Rules est la seconde mixtape officielle de Slaughterhouse, sortie le 21 mai 2014.

## Liste des pistes
| No  | Titre                               | Producteur(s)      | Durée |
| --- | ----------------------------------- | ------------------ | ----- |
| 1.  | House Rules                         | 8 Bars             | 4:41  |
| 2.  | SayDatThen                          | Nottz              | 6:36  |
| 3.  | Illmind Interlude                   | Illmind            | 3:43  |
| 4.  | Trade It All (solo Joe Budden)      | 8 Bars, Dark Night | 4:37  |
| 5.  | Keep It 100 (solo Royce da 5'9")    | AraabMuzik         | 2:33  |
| 6.  | Offshore                            | DJ Pain 1          | 9:36  |
| 7.  | Struggle (solo Crooked I)           | Tabu               | 2:54  |
| 8.  | Life in the City (solo Joell Ortiz) | The Heatmakerz     | 3:00  |
| 9.  | I Ain't Bullshittin'                | AraabMuzik         | 3:52  |
| 10. | I Don't Know                        | Harry Fraud        | 4:57  |